# Borough of Great Yarmouth
Great Yarmouth ist ein Verwaltungsbezirk mit dem Status eines Borough in der Grafschaft Norfolk in England. Er ist nach dem Verwaltungssitz Great Yarmouth benannt; weitere bedeutende Orte sind Gorleston-on-Sea, Belton with Browston, Bradwell und Caister-on-Sea.
Der Bezirk wurde am 1. April 1974 gebildet und entstand aus der Fusion des County Borough Great Yarmouth sowie Teilen der Rural Districts Blofield and Flegg und Lothingland.